# Eugenio Barsanti

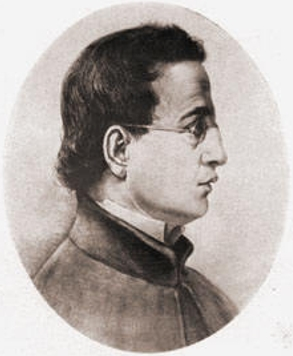
Eugenio Barsanti

Eugenio Barsanti (ur. 1821, zm. 1864) – włoski fizyk, profesor Uniwersytetu we Florencji. W latach 1849–1861 wspólnie z Felice Matteuccim zbudował silnik spalinowy z tłokiem swobodnym.